# Mateja Zver
 (juin 2024).
Si vous disposez d'ouvrages ou d'articles de référence ou si vous connaissez des sites web de qualité traitant du thème abordé ici, merci de compléter l'article en donnant les références utiles à sa vérifiabilité et en les liant à la section « Notes et références ».
Mateja Zver, née le 15 mars 1988 à Črenšovci en Slovénie, est une footballeuse internationale slovène jouant au poste d'attaquante au ABB Fomget SK.

## Biographie

### En club
Mateja Zver commence le football avec le club de sa ville natale, le ŽNK Črenšovci, puis découvre le haut niveau au ŽNK Atrij Odranci, un club de première division slovène à l'époque, en y restant jusqu'à ses quinze ans. En 2003, ses prestations remarquées lui ouvrent les portes d'un club slovène très performant, le ŽNK Pomurje. Elle devient aussitôt un cadre de l'équipe et enchaîne des saisons record, notamment celle de 2006-2007 où elle inscrit 61 buts en 21 matchs.
De 2008 à 2013, elle joue en alternance pour le ŽNK Pomurje et le club islandais de Þór/KA. Durant cette période, elle joue principalement pour le club islandais de mars à novembre et retourne jouer quelques matchs en Slovénie durant la période sans matchs en Islande. Que ce soit dans l'un ou l'autre club, elle continue d'enchaîner les très bonnes performances, avec très souvent autant (voire plus) de buts que de matchs joués.
En 2015, elle rejoint l'Autriche et le FSK Sankt Pölten-Spratzern, qui devient le SKN Sankt Pölten l'année suivante. Elle devient là aussi une cadre de l'équipe qui remporte tous les championnats et les coupes d'Autriche depuis cette date.

### En sélection
Mateja est sélectionnée en équipe de Slovénie à partir de 2007 et porte le brassard de capitaine depuis de nombreuses années.

## Palmarès
- ŽNK Pomurje
  - Vainqueure de la coupe de Slovénie en 2005, 2007, 2012, 2013 et 2014
  - Vainqueure du championnat de Slovénie en 2006, 2012, 2013, 2014 et 2015

- SKN Sankt Pölten
  - Vainqueure de la coupe d'Autriche en 2015, 2016, 2017, 2018, 2019 et 2022
  - Vainqueure du championnat d'Autriche en 2015, 2016, 2017, 2018, 2019, 2021 et 2022